# Josephoartigasia
A Josephoartigasia az emlősök (Mammalia) osztályának a rágcsálók (Rodentia) rendjébe, ezen belül a pakaránafélék (Dinomyidae) családjába tartozó kihalt nem.

## Tudnivalók
A Josephoartigasia a pakarána (Dinomys branickii) óriás, pliocén kori rokona volt. A nem a valaha élt legnagyobb rágcsálófajt foglalja magába, a Josephoartigasia monesit. Ez az állat hasonlíthatott a mai vízidisznóra (Hydrochoerus hydrochaeris).

## Rendszerezés
A nembe az alábbi 2 faj tartozott:
- Josephoartigasia monesi Rinderknecht & Blanco, 2008
- Josephoartigasia magna (Francis & Mones, 1966)

### Fordítás
- Ez a szócikk részben vagy egészben  a   Josephoartigasia című angol Wikipédia-szócikk fordításán alapul.  Az eredeti cikk szerkesztőit annak laptörténete sorolja fel. Ez a jelzés csupán a megfogalmazás eredetét és a szerzői jogokat jelzi, nem szolgál a cikkben szereplő információk forrásmegjelöléseként.